# 김도우
김도우(1991년 11월 27일 ~ )는 대한민국의 스타크래프트, 스타크래프트 II 프로게이머이다. If.Classic라는 아이디를 사용하며 종족은 테란, 프로토스이다.

## 개요
2009년 상반기 드래프트에서 이스트로의 3차 지명으로 입단하였다.
2009년 10월 13일 신한은행 프로리그 09-10 SK텔레콤 T1 vs 이스트로 전 3세트 용오름에서 도재욱을 잡고 첫 승을 신고 하였다.
2010년 10월 이스트로의 해체로 이스트로 선수단 공개 드래프트를 통해 STX SouL에 영입되었다.
SK플래닛 스타크래프트 II 프로리그 시즌2부터 자주 출전하며 상승세를 타고있다. 2012년 7월 31일까지는 KeSPA랭킹이 41위에 랭크되어 있었다.
본래 주종족은 테란이었으나 SK플래닛 프로리그 12-13 4라운드 시작을 앞두고 프로토스로 종족을 변경했다.
2013년 8월 STX SouL의 해체로 인한 KeSPA의 공개 포스팅에서 SK텔레콤 T1의 지명을 받아 입단했다.
2014년 6월 2014 WCS 코리아 시즌 2 핫식스 글로벌 스타크래프트 II 리그 코드 S 4강과 결승에서 조성주와 어윤수를 4:2로 꺾고 스타2 종족 변경 선수 중 처음으로 국내 개인리그에서 우승을 차지하였다.
2015년 6월 20일 StarCraft2 StarLeague 시즌2에서 1년만에 결승에 올라와 같은 팀원인 조중혁을 상대로 4 : 1로 승리해 한국 프로게이머들 중에서 첫 양대리그 우승자로 기록됐다.
2016년 10월 SK텔레콤 T1의 스타크래프트 II 종목 팀 해체로 무소속 신분이 되었다.

## 특이사항
김도우는 12-13시즌에서 STX SouL 소속으로 활동하였고 팀 해체후에는 SK텔레콤 T1 소속으로 활동했는데 3시즌 연속 자신의 팀이 프로리그 결승에 오르는 최초의 스타2 선수가 된다.
특이하게도 모든 결승전에서 모두 6세트에 출전하여 자신의 팀의 운명을 결정짓는 경기를 했다.
- 12-13 시즌 vs 웅진 스타즈 : 팀이 3:2로 이기고 있는 상황에서 나와 팀 우승 확정
- 2014 시즌 vs KT 롤스터 : 팀이 2:3으로 지고 있는 상황에서 나와 팀 준우승 확정
- 2015 시즌 vs 진에어 그린윙스 : 팀이 3:2로 이기고 있는 상황에서 나와 팀 우승 확정

## 수상 경력
스타크래프트 II : 프리미어 개인리그 우승 5회, 준우승 2회

### 스타크래프트
- 2008년 9월 제43회 커리지매치 입상
- 2009년 스타크래프트 상반기 드래프트 평가전 전체 2위
- 2010년 7월 빅파일 MSL 2010 32강
- 2011년 1월 피디팝 MSL 2010 16강
- 2011년 4월 ABC마트 MSL 2011 32강

### 스타크래프트 II
- 2013년 10월 2013 WCS 코리아 시즌 3 챌린저리그 48강
- 2014년 2월 IEM Season VIII - Cologne 8강
- 2014년 2월 2014 핫식스 글로벌 스타크래프트 II 리그 시즌 1 코드 S 16강
- 2014년 6월 2014 핫식스 글로벌 스타크래프트 II 리그 시즌 2 코드 S 우승 (4:2 어윤수)
- 2014년 8월 2014 WCS 코리아 시즌 3 핫식스 글로벌 스타크래프트 II 리그 코드 S 32강
- 2014년 9월 2014 KeSPA컵 4강
- 2014년 9월 2014 DreamHack Open: Stockholm 16강
- 2014년 10월 WECG 2014 한국대표선발전 스타크래프트 ll 부문 16강
- 2014년 11월 2014 WCS 글로벌 파이널 4강
- 2014년 11월 2014 핫식스컵 라스트 빅매치 16강
- 2015년 1월 네이버 스타크래프트 II 스타리그 2015 시즌 1 16강
- 2015년 1월 IEM Season IX - Taipei 8강
- 2015년 6월 스베누 스타크래프트 II 스타리그 2015 시즌 2 우승 (4:1 조중혁)
- 2015년 6월 롯데홈쇼핑 2015 KeSPA컵 시즌2 8강
- 2015년 7월 IEM Season X - Shenzhen 우승 (4:1 원이삭)
- 2015년 8월 스베누 스타크래프트 II 스타리그 2015 시즌3 16강
- 2015년 9월 2015 핫식스 글로벌 스타크래프트 II 리그 시즌 3 코드 S 8강
- 2015년 11월 2015 WCS 글로벌 파이널 4강
- 2016년 3월 스타크래프트 II 스타리그 2016 시즌 1 8강
- 2016년 3월 2016 핫식스 글로벌 스타크래프트 II 리그 시즌 1 코드 S 32강
- 2016년 6월 2016 핫식스 글로벌 스타크래프트 II 리그 시즌 2 코드 S 16강
- 2016년 6월 스타크래프트 II 스타리그 2016 시즌2 4강
- 2016년 9월 2016 스타크래프트 II KeSPA컵 16강
- 2017년 1월 2017 핫식스 글로벌 스타크래프트 II 리그 시즌 1 코드 S 16강
- 2017년 3월 2017 VSL Season 1 8강
- 2017년 4월 2017 핫식스 글로벌 스타크래프트 II 리그 시즌 2 코드 S 4강
- 2017년 7월 2017 핫식스 글로벌 스타크래프트 II 리그 시즌 3 코드 S 16강
- 2017년 9월 GSL Super Tournament 시즌 2 8강
- 2018년 1월 2018 글로벌 스타크래프트 II 리그 시즌 1 코드 S 8강
- 2018년 2월 IEM Season XII - World Championship 준우승 (0:4 이병렬)
- 2018년 3월 World Electronic Sports Games 2017 4강
- 2018년 4월 2018 AfreecaTV GSL Super Tournament 시즌1 4강
- 2018년 4월 2018 글로벌 스타크래프트 II 리그 시즌 2 코드 S 4강
- 2018년 7월 2018 글로벌 스타크래프트 II 리그 시즌 3 코드 S 32강
- 2018년 8월 2018 GSL vs the World 8강
- 2018년 9월 2018 GSL Super Tournament 시즌2 우승 (4:3 김유진)
- 2018년 10월 2018 WCS 글로벌 파이널 16강
- 2019년 3월 2019 마운틴듀 글로벌 스타크래프트 II 리그 시즌 1 코드 S 준우승 (2:4 조성주)
- 2019년 4월 2019 GSL Super Tournament 시즌1 우승 (4:1 고병재)
- 2019년 4월 2019 마운틴듀 글로벌 스타크래프트 II 리그 시즌 2 코드 S 4강
- 2019년 7월 2019 마운틴듀 글로벌 스타크래프트 II 리그 시즌 3 코드 S 16강
- 2019년 8월 2019 GSL vs the World 4강
- 2019년 10월 2019 GSL Super Tournament 시즌2 8강
- 2019년 10월 2019 WCS 글로벌 파이널 4강